# Bricolage

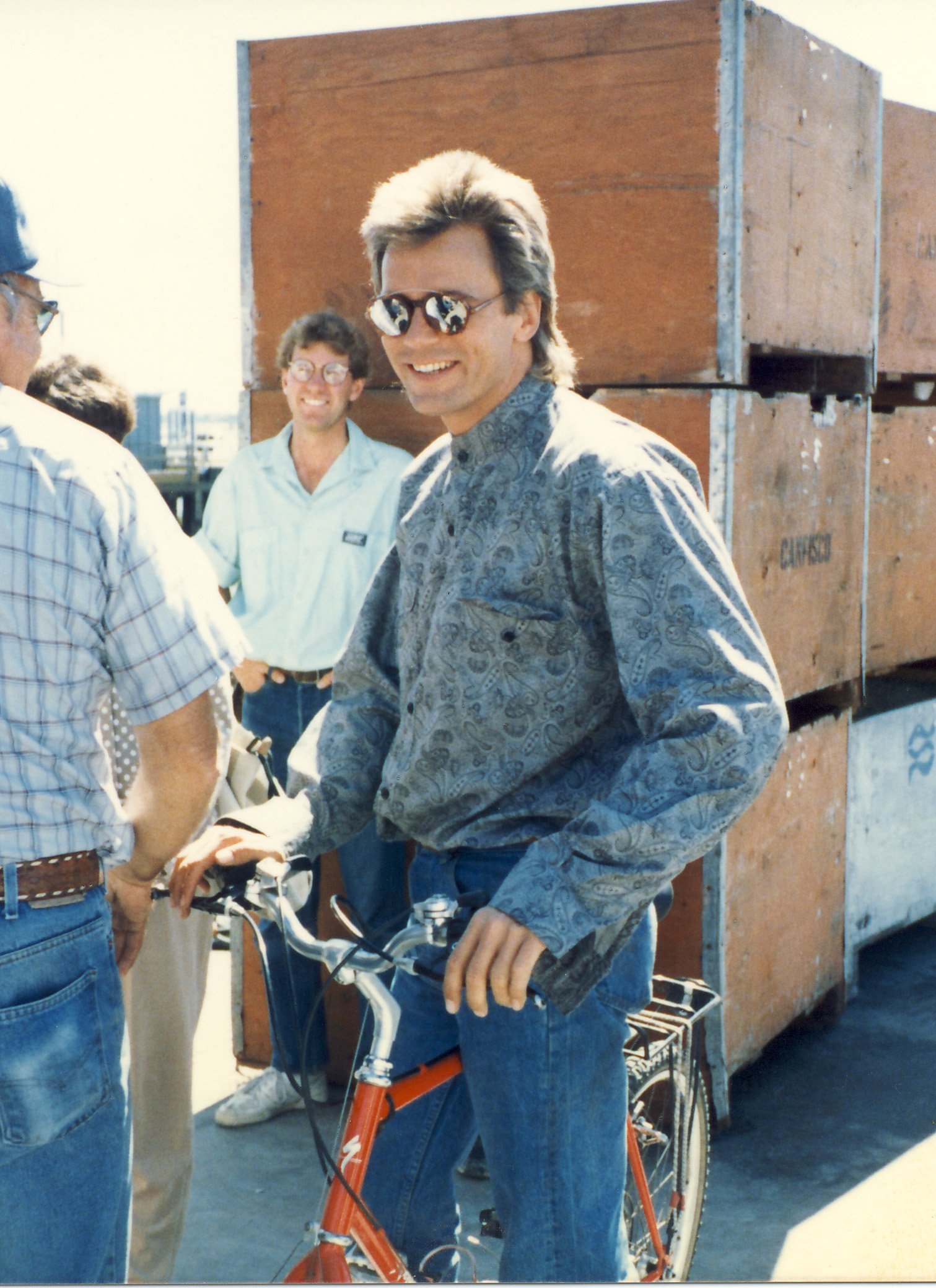
Richard Dean Anderson am Set zu MacGyver, etwa 1985 – Archetyp des Bricoleurs

Bricolage (von französisch bricoler herumbasteln, zusammenfummeln) bezeichnet ein Verhalten, bei dem der Akteur (Bricoleur) mit den zur Verfügung stehenden Ressourcen Probleme löst, statt sich besondere, speziell für das Problem entworfene Mittel zu beschaffen. Dieses Konzept der Ressourcenverwendung außerhalb ihres Bestimmungszwecks wurde 1962 von Claude Lévi-Strauss in die Anthropologie eingeführt.

## Einleitung

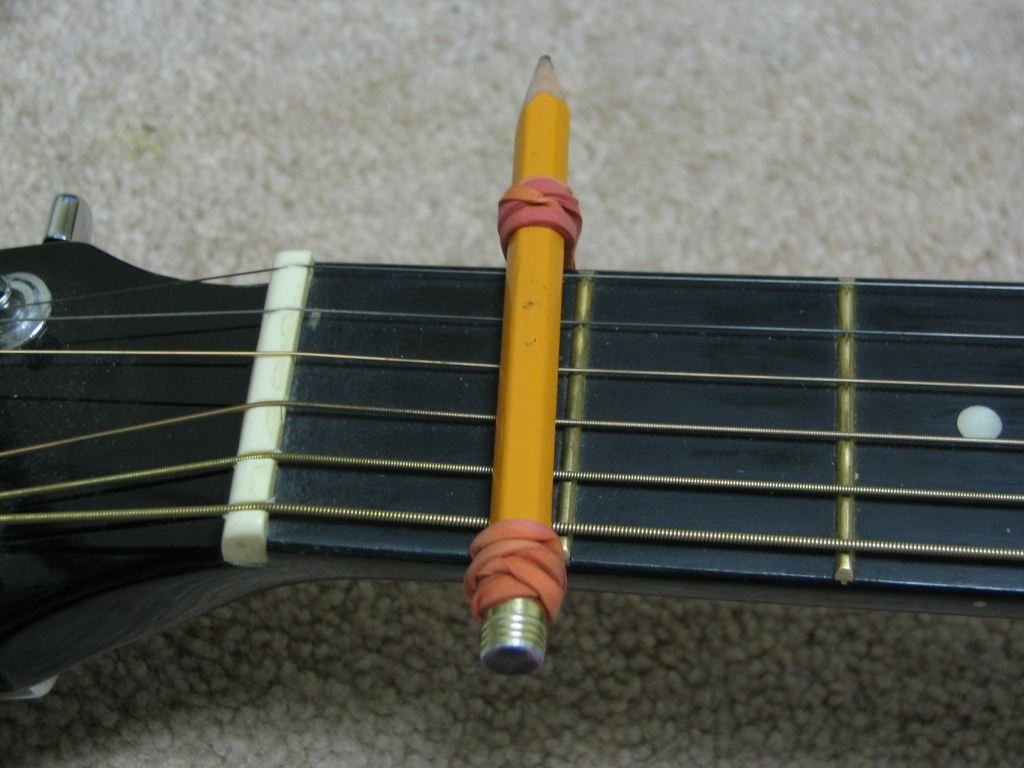
Problemlösung mit den Dingen, die zur Hand waren: Improvisiertes Kapodaster

In seinem Werk La pensée sauvage (dt. Das Wilde Denken) kontrastierte der französische Ethnologe und Linguist den planend-rationalen Ingenieur mit dem improvisierenden Bricoleur, um die unterschiedlichen Denkansätze darzustellen: Den auf Grundlagen aufbauenden, rational entwickelnden Ingenieur und den aus Vorhandenem zweckentfremdend improvisierenden Bricoleur. Der Unterschied ist dabei ein gradueller. Sowohl der Bricoleur als auch der Ingenieur überziehen die beobachtete Welt mit einer schon existierenden Struktur, die es ihnen ermöglicht, den Sinn der Beobachtung zu entschlüsseln. Mithin sind Bricoleur und Ingenieur für Lévi-Strauss nur Metaphern für das Denken in westlicher Tradition und das Denken der damals als Naturvölker bezeichneten Menschen.
Anders als Lévi-Strauss verstehen andere Forscher die Differenzierung als konzeptuelle Unterschiede. So gesehen werden Bricoleur und Ingenieur zum archetypischen Vertreter einer Denkschule. So differenzieren Ted Baker et al. den Denkansatz an sich als DPE (Design Precedes Execution ~ Konstruktion vor Ausführung) mit dem Bricoleur, der Ausführung und Konstruktion gleichzeitig durchführt.
Das Musterbeispiel eines Bricoleurs ist der amerikanische Fernsehserienheld MacGyver, gespielt von Richard Dean Anderson, der nach Drehbuch immer eine Lösung aus den bestehenden Ressourcen improvisierte. Cunha und Cunha stellen MacGyver die ebenfalls fiktive Gestalt des James Bond gegenüber, der seine Fälle ausgestattet mit technischen Wunderwerken aus der Produktion von „Q“ löst.
Das Konzept der Ressourcenverwendung außerhalb ihres Bestimmungszwecks wurde aus der Anthropologie in die verschiedensten Gebiete übernommen: Kognitionswissenschaften, Linguistik, Informationstechnologie, Innovationsforschung und Organisationstheorie. Unter den Themengebieten, die sich die Bricolage zu eigen machten, befinden sich Widerstandsfähigkeit von Organisationen, Improvisation und Sensemaking, Unternehmertum, sowie der Verwendung von technischen Systemen und Artefakten, was der von Lévi-Strauss ursprünglich gebrauchten Bedeutung des „arbeiten mit was-auch-immer-zur-Hand ist“ am nächsten kommt. Darüber hinaus findet der Begriff heute auch Verwendung in der Beschreibung und Analyse der Jugendkultur.
Erfolgreiche Bricolage erfordert intime Kenntnis der Ressourcen, sorgfältige Beobachtungsgabe, Vertrauen in die eigene Intuition, Zuhören und die Selbstsicherheit, dass jede erarbeitete (enacted) Struktur sich selbst korrigieren kann, wenn das eigene Ego nicht zu sehr involviert ist.

## Bricolage nach Lévi-Strauss
Lévi-Strauss verwendete den Gegensatz Bricoleur vs. Ingenieur als Metapher für die Denk- und Arbeitsweisen der Gesellschaft. Bricolage basierte auf drei Anteilen, die insgesamt den Prozess der Bricolage ausmachten.
Den ersten Teil bezeichnet er als Repertoire, das fortlaufend ohne ein bestimmtes Ziel im Sinn angesammelt wird. Es setzt sich zusammen aus Artefakten und Wissen um Verwendung, Verwendbarkeit, Methoden und Verfahren und deckt damit weitgehend den Begriff der Ressource ab, deren sinngebender Bedarf allerdings nicht vorhanden ist.
|               | Bricoleur | Ingenieur |
| ------------- | --- | --- |
| Metaphysik    | -alles ist bedeutsam -komplexe, miteinander in Beziehung stehende Systeme -geschlossenes Universum -zyklische Zeit | -a-priorisch besteht eine hierarchische Ordnung -Reduktion/Dekomposition -Offenheit, die Grenzen durchdringt -lineare Zeit |
| Epistemologie | -Intime Kenntnis, Vertrautheit -Das Wissen um die Beziehungen gestattet eine niedrige funktionale Fixierung -Vielseitigkeit führt zu Widerstandsfähigkeit | -distantes Wissen durch Repräsentation -Wissen um die strukturellen Eigenheiten der Arbeitsgegenstände -Spezialisierung |
| Praktik       | -Suche und Zusammenstellung durch zufälliges Entdecken -unklare Ergebnisse -Dialog mit den Elementen des Repertoires -Vielfalt der Ressourcen -Montage, Ersetzen von funktionalen Teilen -„es klappt“ -Erzeugung und Verwendung können nicht getrennt werden -Das Ergebnis ist mit nichts anderem vergleichbar | -Suche nach angemessenen, projekt-orientierten Mitteln -Projekt und Design -Folgen von zuvor festgelegten Spezifikationen -nahtlos integrierte Systeme -Beurteilung durch Vergleich mit dem erwarteten Grad von Leistung/Qualität -Trennung von Erzeugung und Verwendung -Ergebnisse sind mit gängigen Normen zu beurteilen |

Den zweiten Teil bezeichnet Lévi-Strauss als Dialogue (Dialog) und beschreibt damit den Prozess, mit dem Elemente des Repertoires miteinander verbunden werden. Der Dialog ist das aktive In-Beziehung-Setzen von Elementen des Repertoires und dem zu erreichenden Ziel, dem Ergebnis des Bricolage-Prozesses und damit dem dritten Teil von Lévi-Strauss' Anteilen. In seinem Verständnis ist es dabei nur angemessen, sowohl den Prozess als auch das Ergebnis des Prozesses als Bricolage zu bezeichnen, da ja der Entstehungsprozess und dieses Ergebnis untrennbar in Beziehung stehen.
Die Differenzierung zwischen Ingenieur und Bricoleur ist dabei nach dem griechischen Organisationsforscher Yiannis Gabriel graduell. Der Bricoleur unterscheidet sich vom Ingenieur dadurch, dass es für ihn keinen „unangemessenen“ Gebrauch von Objekten gibt. Er verwendet nicht sorgfältig für die Aufgabe entwickelte und feinabgestimmte Elemente, sondern montiert nach Bedarf oder Notwendigkeit Elemente, die irgendwie in das Gesamte passen. Demnach ist Bricolage nach Gabriel opportunistisch, ad-hoc, in die Irre leitend, kreativ und originell, sie definiert andauernd die Werkzeuge zu Materialien und Materialien zu Werkzeugen, und definiert gleichzeitig die Aufgabe in Anbetracht der zugewiesenen Bedeutungen ständig neu.
Duymedjian und Rüling unterscheiden Bricoleur und Ingenieur nach den Dimensionen (siehe nebenstehende Tabelle).
- Metaphysik = Theorie der Bedeutung
- Epistemologie = Theorie der Erkenntnis
- Praktik = wie man Probleme löst

## Applikationen des Ansatzes

### Widerstandsfähigkeit von Organisationen
Der amerikanische Organisations-Psychologe Karl E. Weick verbindet in seiner Analyse des Mann-Gulch-Waldbrands Bricolage mit der Widerstandsfähigkeit von Organisationen (organizational resilience) und beschreibt es als die Fähigkeit eines Individuums oder einer Organisation, eine Krise zu überstehen und dabei gleichzeitig die Handlungsfähigkeit und das Identitätsbewusstsein zu erhalten. Bricolage wird als praktisch möglicher Lösungsansatz in Krisensituationen vorgeschlagen, wo DPE-Lösungen nicht länger wirksam werden können, weil sich die Situation in nicht vorhersehbarer Weise entwickelt und keine Zeit für geplante Lösungen ist. Analysten der Euro-Krise behaupten auch, dass Bricolage die einzige Möglichkeit zum Umgang mit Krisen sei. Sie betonen aber auch gleichzeitig die Notwendigkeit des Übens und der Planung für Unvorhergesehenes (contingency planning), um die notwendigen Fähigkeiten zur Bricolage zu erwerben.

### Improvisation
In einer Untersuchung der Rolle von Improvisation in Taktik und Strategie von Unternehmen der Wissensgesellschaft differenzieren Ted Baker et al. zwischen Improvisation und Bricolage, wobei Bricolage häufig, aber nicht immer mit Improvisation einhergeht. Mit einer auf Christine Moorman und Anne S. Miner zurückgehenden Definition von Improvisation als „das Ausmaß, in dem Komposition und Ausführung konvergieren“ (“the degree to which composition and execution converge”) kontrastieren sie Bricolage als eine Aktivität, wo entgegen der ressourcen-beschaffenden Mentalität nur mit den Ressourcen des Repertoires gearbeitet wird („Making due with the means or resources at hand“).
Nach Bakers Aussagen und durch andere Forschung bestätigt impliziert Improvisation zwar Bricolage aber Bricolage impliziert nicht Improvisation, da Bricolage durchaus auch bei DPE-Ansätzen eingeplant werden kann. Die beiden Konzepte unterscheiden sich.

### Jugendkultur
Bricolage (manchmal auch sampling genannt) bezeichnet in der Jugendkultur die Technik, Gegenstände in einen neuen Kontext zu stellen, der nicht den ursprünglichen Normativen entspricht – Kleidung, Symbole und Embleme künstlich zusammenzustellen. Dabei kann deren ursprüngliche Bedeutung verändert oder sogar aufgehoben werden.
Beispiele für Bricolage sind im Punk die Verwendung von Sicherheitsnadeln als Ohrschmuck oder Hakenkreuze zur Provokation, ohne damit nationalsozialistische Gesinnung ausdrücken zu wollen. Auch die massiven Goldketten, mit denen Hip-Hopper ihren sozialen Aufstieg verdeutlichen, sind eine Form von Bricolage.

### Linguistik
Auch in die Linguistik fand der Begriff als Prinzip in der Kommunikation Eingang. So ist er ein Kennzeichen vor allem der Jugendsprachen und bedeutet dort: „Die spielerische Bastelei mit verschiedenen Sprechstilen.“ (Schlobinski, Kohl, Ludewigt 1993). Dabei verknüpfen insbesondere Jugendliche, vor allem wenn sie untereinander in einer engeren Beziehung stehen (Peer-group), verschiedene Sprechstile. Sie greifen auf unterschiedliche kulturelle Ressourcen zurück (Filme, Serien, Werbung, Musik, Sport uvm.) und bringen diese verändert in die Kommunikation ein (verfremdete Zitation).
Eine erweiterte soziolinguistische Konzeption von Bricolage umfasst nicht nur die Bastelei mit ganzen Sprechstilen, sondern auch das Aufnehmen und Verfremden von einzelnen Stilelementen. Auch die Bildung sekundärer Sprachgefüge kann Teil dessen sein. So setzten Jugendliche unterschiedliche sprachliche und kulturellen Ressourcen ein, um daraus ihren eigenen gruppenspezifischen Stil zu kreieren und sich sozial zu positionieren.

## Belege
1. ↑  
bricoler auf www.leo.org; abgerufen am 16. Dezember 2014
2. 1 2 3  
Claude Lévi-Strauss (1966) The savage mind; University of Chicago Press; Chicago; zitiert in Raffi Duymedjian und Charles-Clemens Rüling (2010) Towards a Foundation of Bricolage in Organization and Management Theory; Organization Studies 31(2): 133–151; ISSN 0170-8406.
3. 1 2 3  
Miguel Pina e Cunha und João Vieira da Cunha; Brilocage in Organizations: concept and Forms; in Afzalur Rahim (Hrsg.) Current Topics in Management; Transaction Publishers, New Brunswick, 2007; ISBN 978-1-4128-0739-5. Seite 51–70.
4. ↑  
Kersten Knipp, Vom wilden Denken zum Strukturalismus: Claude Lévi-Strauss wird 100; auf der Webseite der Deutschen Welle vom 27. November 2008; abgerufen am 8. Juni 2015.
5. ↑  Christian-Albrechts-Universität zu Kiel: Lexikon der Filmbegriffe: Bricolage. In: filmlexikon.uni-kiel.de. Abgerufen am 20. Dezember 2022.
6. ↑  Detlef Zöllner zu Claude Lévi-Strauss, Das wilde Denken, Frankfurt a. M. 1973 (1962), 18. Mai 2013, in: http://erkenntnisethik.blogspot.de/; online (Memento des Originals vom 8. Dezember 2015 im Internet Archive)  Info: Der Archivlink wurde automatisch eingesetzt und noch nicht geprüft. Bitte prüfe Original- und Archivlink gemäß Anleitung und entferne dann diesen Hinweis..
7. ↑  
Ted Baker, Anne S. Miner, und Dale T. Eesley (2003) Improvising firms: Bricolage, account giving and improvisational competencies in the founding process. Research Policy, 32, 255-276; zitiert in Miguel Pina e Cunha und João Vieira da Cunha; Brilocage in Organizations: concept and Forms; in Afzalur Rahim (Hrsg.) Current Topics in Management; Transaction Publishers, New Brunswick, 2007; ISBN 978-1-4128-0739-5. Seite 51–70.
8. 1 2 3 4  
Ted Baker, Anne S. Miner und Dale T. Eesley (2002) Improvising firms: bricolage, account giving and improvisational competencies in the founding process; 2002 Elsevier Science B.V.; PII: S0048-7333(02)00099-9.
9. ↑  
Tamara L. Giluk and Sara L. Rynes-Weller (2012) Research Findings Practitioners Resist: Lessons for Management Academics from Evidence-Based Medicine, in: Denise M. Rousseau (Hrsg.) The Oxford Handbook of Evidence-based Management; Oxford University Press, Oxford; ISBN 978-0-19-976398-6; Seite 130–164.
10. 1 2  
Raffi Duymedjian und Charles-Clemens Rüling (2010) Towards a Foundation of Bricolage in Organization and Management Theory; Organization Studies 31(2): 133–151; ISSN 0170-8406.
11. 1 2  
Peter Schlobinski, Gaby Kohl, Irmgard Ludewigt: Jugendsprache. Fiktion und Wirklichkeit. Westdeutscher Verlag, Opladen 1993, ISBN 3-531-12268-1.
12. 1 2  
Karl E. Weick, 1993: The Collapse of Sensemaking in Organizations: The Mann Gulch Disaster; Administrative Science Quarterly, 38; 628–652, online (PDF; 1,5 MB)
13. 1 2 3 4 5  
Raffi Duymedjian und Charles-Clemens Rüling (2010) Towards a Foundation of Bricolage in Organization and Management Theory
Organization Studies 31(2): 133–151, ISSN 0170-8406.
14. ↑  
Yiannis Gabriel (2002) Essal: On Paragrammatic Uses of Organizational Theory - A Provocation; Organization Studies 2002, 23/1, 133–151.
15. ↑  Benjamin Braun (2013) Preparedness, Crisis Management and Policy Change: The Euro Area at the Critical Juncture of 2008–2013, British Journal of Politics and International Relations, September 2013, doi:10.1111/1467-856X.12026.
16. ↑  
Christine Moorman und Anne S. Miner (1998). Organizational Improvisation and Organizational Memory; Academy of Management Review 23, 698–723, zitiert in Ted Baker, Anne S. Miner und Dale T. Eesley (2002) Improvising firms: bricolage, account giving and improvisational competencies in the founding process; 2002 Elsevier Science B.V.; PII: S0048-7333(02)00099-9.
17. ↑  
Levi-Strauss, C., 1966. The Savage Mind. University of Chicago Press, Chicago zitiert in Ted Baker, Anne S. Miner und Dale T. Eesley (2002) Improvising firms: bricolage, account giving and improvisational competencies in the founding process; 2002 Elsevier Science B.V.; PII: S0048-7333(02)00099-9
18. ↑  
Karl E. Weick, (1998) Improvisation as a mindset for organizational studies. Administrative Science Quarterly 41, 301–313; zitiert in Ted Baker, Anne S. Miner und Dale T. Eesley (2002) Improvising firms: bricolage, account giving and improvisational competencies in the founding process; 2002 Elsevier Science B.V.; PII: S0048-7333(02)00099-9.
19. ↑  
Andreas Hepp, Rainer Winter (Herausgeber) Kultur - Medien - Macht: Cultural Studies und Medienanalyse Medien - Kultur - Kommunikation; Springer-Verlag, 2008, ISBN 9783531162775; Seite 243 ff.
20. ↑  
Harald Burger (Herausgeber) Phraseologie / Phraseology, Band 1 in der Reihe Handbücher zur Sprach- und Kommunikationswissenschaft / Handbooks of Linguistics and Communication Science (HSK); Walter de Gruyter, 2007; ISBN 9783110197136; Seite 261 ff.
21. ↑  Esther Galliker: Bricolage: Ein kommunikatives Genre im Sprachgebrauch Jugendlicher aus der Deutschschweiz. Verl. Peter Lang, Frankfurt a. M. 2014, ISBN 978-3-631-64628-1, S. 35 f.
22. ↑  
Esther Galliker: Bricolage. Ein kommunikatives Genre im Sprachgebrauch Jugendlicher aus der Deutschschweiz. Lang, 2014, doi:10.3726/978-3-653-03994-8.